# الخامرة (ساة)
'

تعديل مصدري - تعديل

الخامرة هي إحدى قرى عزلة ساه بمديرية ساة التابعة لمحافظة حضرموت، بلغ تعداد سكانها 993 نسمة حسب تعداد اليمن لعام 2004.